# Филип Грабовац
Филип Грабовац (Подосоје код Врлике 1697 — самостан Сан Спирито код Венеције, 13. фебруар 1749) је хрватски просветитељски књижевник.

## Живот
Прво образовање је стекао код локалног жупника у Врлици и у висовачком самостану, а 1718. је у Заострогу приступио фрањевачком реду. Студирао је теологију и филозофију у Италији и положио испите за лектора и проповедника. Године 1726. је рукоположен за свештеника, а 1729. је постављен за капелана хрватских коњаничких чета у служби Млетачке републике и на тој служби остао до 1747.Становао је у Верони и уживао велики углед, али је често, са својим војницима, путовао по млетачким територијама у северној Италији. Та напорна и честа путовања, на коњу, по свакаквом времену утицало је и на његово здравље, а два пута је оболео и од куге. У два наврата је дошао у сукоб са тадашњим хрватским војводама и војницима које је критиковао због помодарства и однарођивања. Први пут песмом Од колунела Антуна Кумбата из 1729, након чијег је објављивања кратко био избачен из службе. Други пут када је у свом главном делу Цвит разговора народа и језика илиричкога алити арвацкога из 1747.поново и још жешће критиковао хрватске великаше. Увређени, они су га оптужили пред млетачким властима за вређање војника и издају Републике. Ухапшен је у Верони и утамничен у злогласној венецијанској тамници Sotto i piombi. За време суђења се и разболео, па је премештен у самостан на острву Сан Спирито, крај Венеције, где је и умро.

## Цвит разговора...
Ову књигу Грабовац је издао у Венецији, у 700 примерака. Написана је у осмерачким и десетерачким стиховима и у прози и подељена на два дела. У првом делу акценат је на духовним мотивима, а у другом делу на световним. Оваква форма и садржина говоре о неујединствености стваралачког поступка и непостојања једног поетског начела. Књига има форму зборника у којој су садржане разне врсте текстова: духовни, пучки, просветитељско-дидактични текстови, хронике и изворне родољубиве песме.
Ослањајући се на традицију у обради духовних мотива Грабовац је створио чврст и заокружен теоцентрични свет. Говори превасходно о Богу, души, врлинама, злу, греху и смрти. Са три пучкокњижевна текста Грабовац удовољава укусу и потребама слабије образованих читалаца користећи се занимљивим темама и лаком версификацијом. Сличан је случај и са просветитељско-дидактичним текстовима у којима писац даје моралне поуке примерима из свакодневног живота, блиским ширим слојевима народа. У хроничарским деловима Грабовац даје обимну грађу из светске историје, историје цркве и народа с којима су Хрвати били повезани. Јако су изражени и родољубиви мотиви у којима се говори о тешком положају Хрвата у Млетачкој републици.
Иако је настављао традицију дотадашњих просветитељских писаца Грабовац је својим делом донео и доста тога новог. Он је световне елементе тематизирао, одвојио их у посебне целине. Жестоко је напао празноверје и величао снагу разума. Наставио је штокавизацију хрватског језика и стварао сопствене, нове кованице, богатећи на тај начин језички фонд. Рекавши истину о положају својих сународника под Млецима, али и о манама истих тих сународника, он је у хрватску књижевност унео свежи дах актуелности и дух родољубља и националне освешћености. Тим својим поступцима Грабовац је најавио предромантичарска струјања и хрватски народни препород који ће се јавити у првој половини 19. века.
Што се тиче књижевно-уметничких вредности ово дело није врхунско. У њему има доста баналних рима, мало лепих песничких, оригиналних слика и поређења, а мисли су често, због потреба стиха, нејасне и тешко разумљиве. Ипак, у томе и није основна вредност овог дела, већ у смелим, отвореним родољубивим идејама које Грабовац износи без увијања, директно у лице млетачким властима и својим сународницима. За разлику од њега, Андрија Качић ће касније, следећи Грабовчеве мисли, бити много опрезнији у погледу критике Млетака и Хрвата, а написаће и дело веће уметничке вредности.
Млетачке власти наредиле су спаљивање Грабовчеве књиге и преостало је свега 6 примерака, само два цела, од првобитних 700.